# Paris Open 1987
Il Paris Open 1987 è stato un torneo di tennis che si è giocato sul Sintetico indoor. È stata la 16ª edizione del Paris Open, che fa parte del Nabisco Grand Prix 1987. Il torneo si è giocato nel Palais omnisports de Paris-Bercy di Parigi in Francia, dal 2 al 9 novembre 1987.

## Campioni

### Singolare
Tim Mayotte ha battuto in finale  Brad Gilbert con il punteggio di 2–6, 6–3, 7–5, 6–7, 6–3

### Doppio
Jakob Hlasek /  Claudio Mezzadri hanno battuto in finale  Scott Davis /  David Pate con il punteggio di 7–6, 6–2